# Кулик Олександр Васильович (тренер)
Олекса́ндр Васи́льович Кули́к (нар. 24 травня 1957, с-ще Середина-Буда Сумської області, УРСР, СРСР — пом. 1 березня 2022, під Низами Сумського району Сумської області) — український тренер з велосипедного спорту, майстер спорту, заслужений тренер Української РСР (1988), учасник російсько-української війни, що загинув у ході російського вторгнення в Україну в 2022 році.

## Життєпис
Олександр Кулик народився 24 травня 1957 року в селищі Середина-Буда на Сумщині.
У 1979 році закінчив навчання в Київському державному інституті фізичного виховання.
Працюючи у м. Сумах, підготував Олександра Кириченка — олімпійського чемпіона сеульської літньої Олімпіади 1988 року в гіті на 1000 метрів з місця у складі збірної СРСР, а також срібного призера олімпійських ігор в Сіднеї 2000 року Олександра Феденка.
З початку 2000-х років працював директором комплексної дитячо-юнацької спортивної школи «Україна» профспілкової організації ВАТ «Сумбуд».
З початком російського вторгнення в Україну, приєднався до підрозділу ТрО ЗС України.
Загинув 1 березня 2022 року в бою з російськими окупантами поблизу біля села Верхня Сироватка на Сумщині, намагаючись зупинити колону ворожої техніки, в ході російського вторгнення в Україну. З десяти захисників загинули п'ятеро.

## Вшанування пам'яті
На місці бою біля села Верхня Сироватка на Сумщині встановлено пам'ятний знак.
Звання «Почесного громадянина міста Суми» Олександру Кулику присвоєно 14 грудня 2022 року разом з чотирма загиблими 7 березня 2022 року захисники, яким надали звання 23 лютого 2023 року: Олександр Бєлявський, Євгеній Степаненко, Георгій Цедік, Роман Кукленко. Відзнаку під час сесії Сумської міської ради отримав 29 березня 2023 року Андрій Кулик — син загиблого заслуженого тренера України з велоспорту Олександра Кулика.
У 2023 році КДЮСШ «Україна» названо на честь Олександра Кулика.
2025 року видано книгу спогадів «Олександр Кулик: по життю — героєм».